# Oskar Kramer
Oskar Josef Kramer (* 22. Mai 1871 in Haida (Röderland); † 4. April 1946 in Radeberg) war ein deutscher Architekt und sächsischer Baubeamter, der hauptsächlich in Dresden wirkte.

## Leben

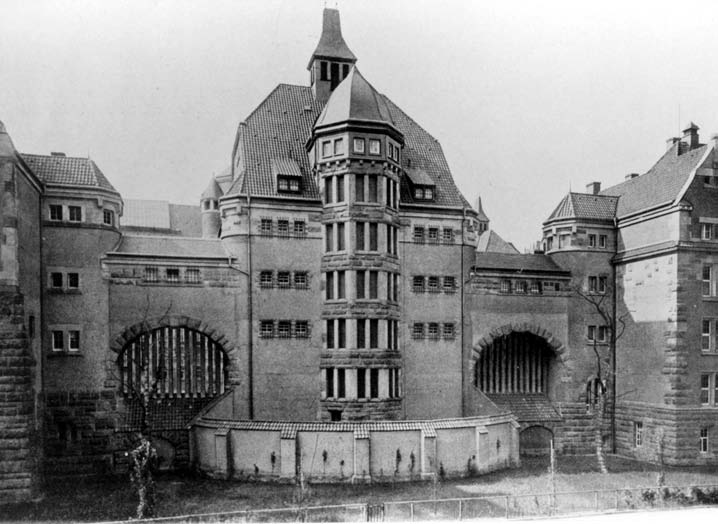
Königlich Sächsisches Landgericht Dresden, 1908

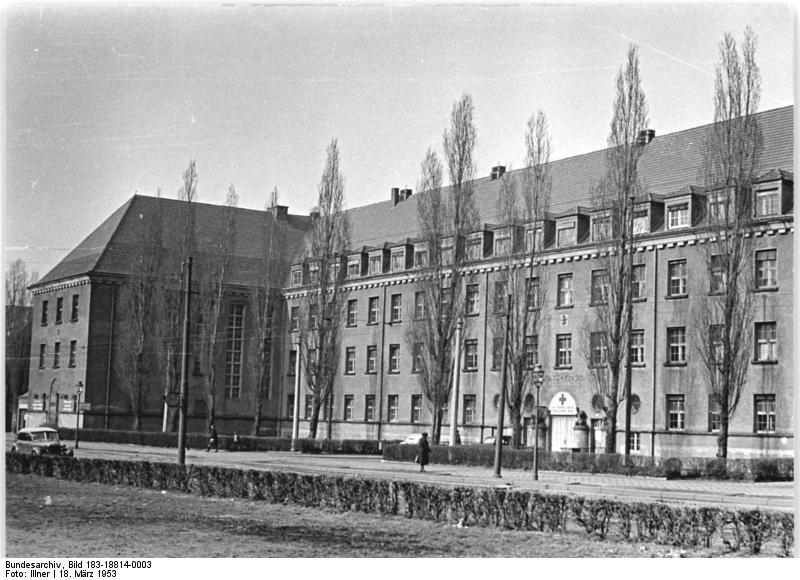
Universitätsfrauenklinik Leipzig, 1953

Oskar Kramer war Ministerialrat in der Baudirektion des sächsischen Finanzministeriums und gilt als ein Vertreter der Reformarchitektur. Für die Internationale Baufachausstellung Leipzig 1913 entwarf Kramer den Sächsischen Pavillon. Zu seinen bedeutendsten Bauten zählt das von 1902 bis 1907 errichtete Königlich Sächsische Landgericht Dresden mit Gerichtsgefängnis am Münchner Platz, das heute von der Technischen Universität Dresden genutzt wird (Gebäudekomplex Georg-Schumann-, Tillich- und Hülsse-Bau). 1914 erstellte er den Bauplan für die Veterinärmedizinische Fakultät der Universität Leipzig.
Im Jahr 1924 veranlasste er die Einrichtung der Zwingerbauhütte, die zur Rettung des sich damals in starkem Verfall befindlichen Dresdner Zwingers beitrug. Deren Leitung wurde Hubert Georg Ermisch übertragen.
Ein weiterer Bau ist die ehemalige Sächsische Landesschule auf dem Thümmelsberg in Klotzsche, die Kramer zusammen mit Heinrich Tessenow von 1925 bis 1927 errichtete und die zu den bedeutendsten Zeugnissen moderner Architektur in Dresden in der ersten Hälfte des 20. Jahrhunderts zählt. Bis 1934 wurde der Bau als Internatsschule, unter den Nationalsozialisten als Nationalpolitische Erziehungsanst.alt (NAPOLA) und nach Kriegsende von der Sowjetarmee genutzt. Seit 2001 ist sie der Sitz der Akademie für Arbeitssicherheit und Gesundheitsschutz.
Oskar Kramer schuf zudem die Universitätsfrauenklinik (Eröffnung 1928) sowie die direkt angrenzende Orthopädische Universitätsklinik (Eröffnung 1930) in der Leipziger Philipp-Rosenthal-Straße (heute Teil des Universitätsklinikums).
Im Jahr 1926 ernannte ihn die TH Dresden zum Ehrensenator.
Oskar Kramers Grab befindet sich auf dem Friedhof in Langebrück.

## Werke

### Bauten
- Königlich Sächsisches Landgericht Dresden mit Gerichtsgefängnis, Dresden (1902–1907)
- Hochhaus im Hesseschen Garten, Dresden (1922/1923)
- Talsperre Muldenberg (1922/1923)
- Sächsische Landesschule in Dresden-Klotzsche (1925–1927)
- Universitätsklinik und Poliklinik für Frauenheilkunde in Leipzig (1928)
- Universitätsklinik und Poliklinik für Orthopädie in Leipzig (1930)
- Amtsgericht Auerbach (Vogtland)

### Schriften
- Freistehende kleine Wohnhäuser in Stadt und Land (1914)
- Die Vorteile des Putzbaues in künstlerischer, technischer und wirtschaftlicher Beziehung (1924)
- Gebäude für Erholungs-, Beherbergungs- und Vereinszwecke (1933)
- Erläuterungen zu den normblättern Kosten von Hochbauten und damit zusammenhängenden Leistungen und umbauter Raum von Hochbauten (1941)
- Kurbauten und Kuranlagen (4. Aufl. 1942)